# Марк Вилмотс
Марк Вилмотс (на фламандски: Marc Wilmots) е бивш белгийски футболист и настоящ треньор. Треньор е на националния отбор на Белгия. Между 2003 и 2005 е сенатор в долната камара на белгийския парламент. Със своите 5 отбелязани гола са Световни първенства, той е вечен голмайстор на Белгия на световни първенства.

## Футболна кариера
Започва кариерата си през 1987 и играе за Сент–Трюйден, Мехелен, Шалке 04 и Бордо. Най-големите си успехи постига с екипа на Шалке, като през 1997 отборът печели Купата на УЕФА. За националния отбор Вилмотс изиграва 70 мача, в които вкарва 28 гола. Играе на световните първенства през 1990, 1994, 1998 и 2002, а също така и на Евро 2000. Слага край на кариерата си през 2003.

## Треньорска кариера
Вилмотс започва треньорската си кариера през 2004 в родния си клуб – Сент-Трюйден, но през 2005 е уволнен. Между 2009 и 2012 е помощник на Дик Адвокаат и Жорж Леекенс в националния отбор. След напускането на Леекенс застава начело на отбора. Под негово ръководство Белгия печели убедително квалификационната си група за световното първенство през 2014 и достига до 1/4-финал на първенството.

## Политическа кариера
След като приключва активната си спортна кариера, през 2003 Вилмотс е избран за сенатор в долната камара на белгийския парламент. През 2005 подава оставка като сенатор.